# Anna and the Apocalypse
Pour plus de détails, voir Fiche technique et Distribution.
Anna and the Apocalypse est un film de Noël horrifique britannique réalisé par John McPhail, sorti en 2017.

## Fiche technique
- Titre : Anna and the Apocalypse
- Réalisation : John McPhail
- Scénario : Ryan McHenry et Alan McDonald
- Pays d'origine : Royaume-Uni
- Genre : horreur
- Date de sortie : 2017

## Distribution
- Ella Hunt : Anna Shepherd
- Malcolm Cumming : John
- Sarah Swire : Steph North
- Christopher Leveaux : Chris Wise
- Marli Siu : Lisa
- Ben Wiggins : Nick
- Mark Benton (en) : Tony Shepherd
- Paul Kaye : Arthur Savage